# Kryłów
Kryłów (prononciation : [ˈkrɨwuf]) est un village polonais de la gmina de Mircze dans le powiat de Hrubieszów de la voïvodie de Lublin dans l'est de la Pologne, à la frontière avec l'Ukraine.
Il se situe à environ 20 kilomètres au sud-est de Hrubieszów (siège du powiat) et 122 kilomètres au sud-est de Lublin (capitale de la voïvodie).
Le village comptait approximativement une population de 365 habitants en 2008.

## Histoire
De 1975 à 1998, le village est attaché administrativement à la voïvodie de Zamość.

Depuis 1999, il fait partie de la voïvodie de Lublin.

## Château
Il y a un château sur une île sur la rivière Bug. Le château a été construit au XIVe siècle par J. Ostroróg. Au XVIIe siècle, la famille Radziejowski agrandit le château et ajoute des renforts supplémentaires. Le château a été détruit dans le milieu du XVIIe siècle.
Le château, en grande partie en mauvais état, est encore archéologiquement étudié. Il est dit être hanté par le fantôme de la fille d'un propriétaire.

## Galerie

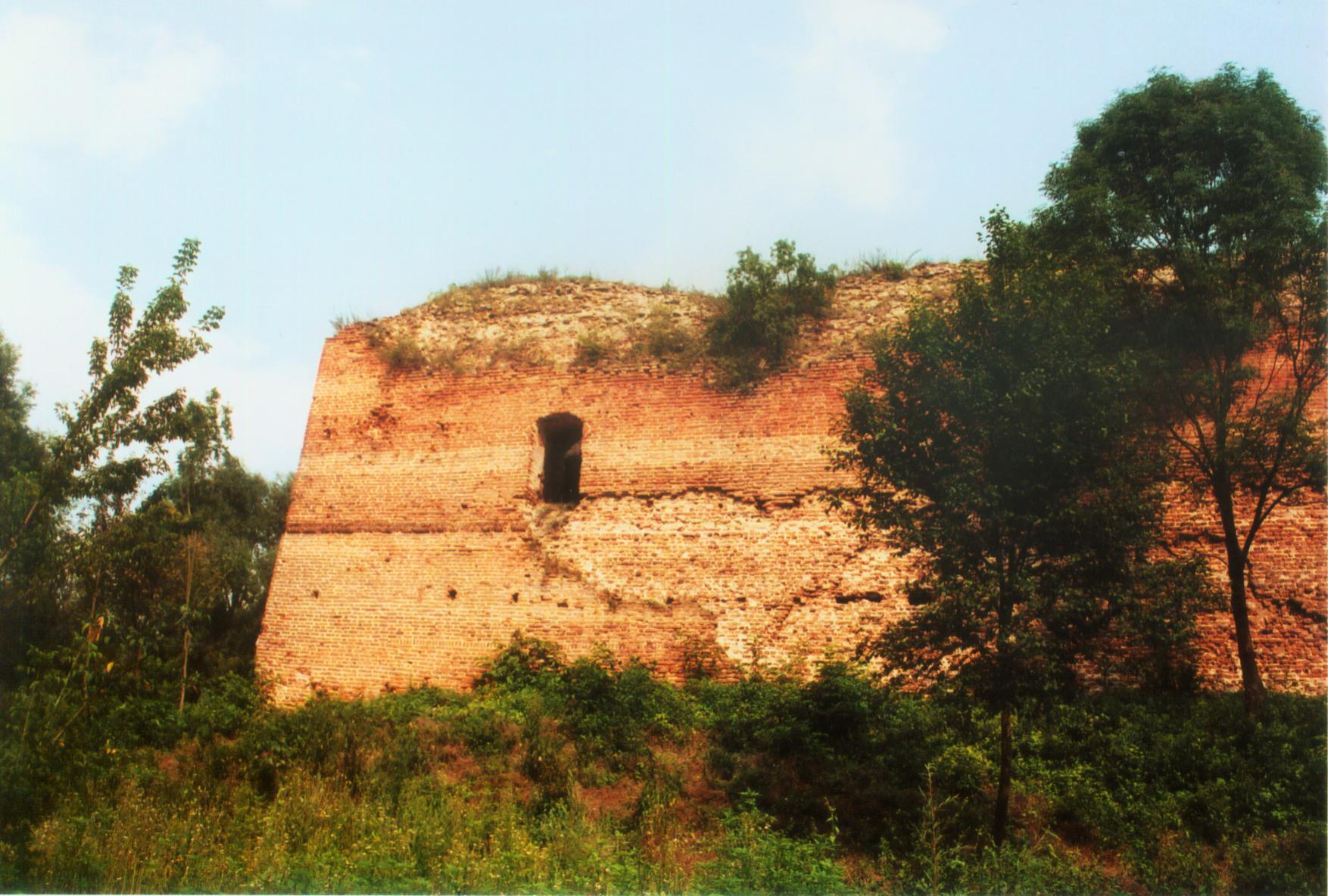
Les ruines du château de Krylow